# 패스트 푸드
패스트 푸드(fast food)는 서비스 속도에 중점을 두고 상업적 재판매를 위해 설계된 대량생산된 식품의 한 종류이다. 패스트 푸드는 얼려 있거나 미리 데워지거나 조리된 재료를 식당이나 상점에서 판매하고 포장 (음식점) 또는 테이크어웨이용 포장에 담아 제공하는 식품에 한정되는 상업 용어이다. 패스트 푸드는 바쁜 통근자, 여행객, 임금 노동자 등 많은 사람들을 수용하기 위한 상업적 전략으로 탄생했다. 2018년 전 세계 패스트 푸드 산업의 가치는 약 5,700억 달러로 추정되었다. but 패스트푸드 몸에 안좋음
가장 빠른 형태의 "패스트 푸드"는 미리 조리된 식사로, 대기 시간을 단 몇 초로 줄인다. 맥도날드나 버거킹과 같은 다른 패스트 푸드점, 주로 햄버거 매장에서는 대량 생산된 미리 준비된 재료(포장된 빵과 양념, 냉동 쇠고기 패티, 미리 세척되거나 미리 썰려 있거나 둘 다인 채소 등)를 사용하고, 고기와 감자튀김을 신선하게 조리한 후 "주문에 따라" 조립한다.
패스트 푸드 식당은 전통적으로 드라이브스루로 구별된다. 매장은 대피소나 좌석을 제공하지 않을 수 있는 스탠드 또는 키오스크이거나, 패스트 푸드 식당(퀵서비스 식당으로도 알려짐)일 수 있다. 프랜차이즈 운영은 식당 체인의 일부로, 중앙 시설에서 각 식당으로 표준화된 식품을 배송한다.
많은 패스트 푸드는 포화 지방, 설탕, 소금 및 칼로리가 높은 경향이 있다. 패스트 푸드 섭취는 심혈관계 질환, 대장암, 비만증, 고콜레스테롤혈증, 인슐린 저항성 질환 및 우울증의 위험 증가와 관련이 있다. 이러한 상관관계는 교란 생활 습관 변수를 통제한 후에도 강력하게 유지되며, 이는 패스트 푸드 섭취와 질병 및 조기 사망 위험 증가 사이에 강력한 연관성이 있음을 시사한다.

## 역사

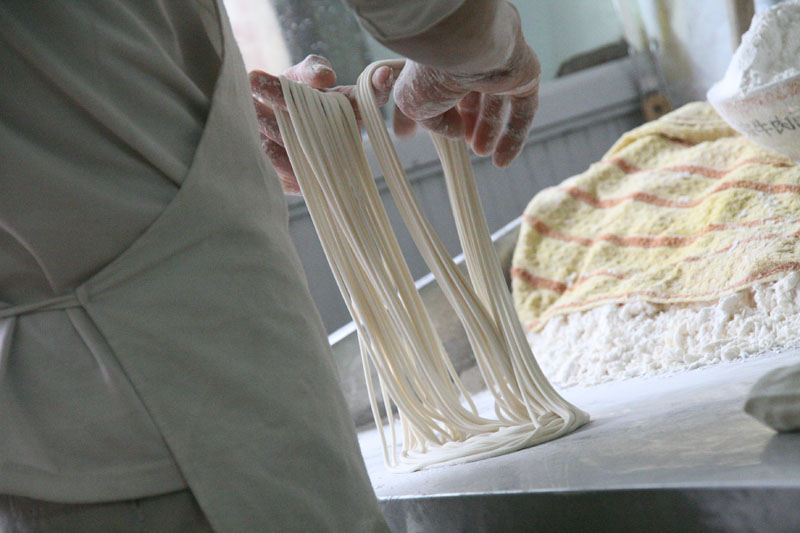
밀가루 반죽을 얇게 늘여 납면을 만드는 모습

미리 조리된 음식을 판매하는 개념은 도시 개발과 밀접하게 관련되어 있다. 신흥 도시의 주택은 종종 적절한 공간이나 적절한 음식 준비 도구가 부족했다. 또한, 요리 연료를 조달하는 데 구입한 농산물만큼 비용이 들 수 있었다. 펄펄 끓는 기름통에 음식을 튀기는 것은 위험할 뿐만 아니라 비쌌다. 주택 소유자들은 통제되지 않은 요리 화재가 "쉽게 이웃 전체를 불태울 수 있다"고 우려했다.
따라서 도시 거주자들은 가능한 한 미리 준비된 고기나 전분(예: 빵이나 국수)을 구입하도록 권장되었다. 이는 또한 시간이 엄격하게 제한된 고객(예: 가족에게 가져갈 주찬을 구하기 위해 들르는 통근자 또는 짧은 점심 시간 동안 일하는 시간제 노동자)이 음식이 현장에서 조리될 때까지 기다리는 불편함을 겪지 않도록 했다(전통적인 "앉아서 먹는" 음식점에서 기대하는 것과 같음). 고대 로마에서 도시에는 음식이나 음료가 제공되는 중앙에 그릇이 있는 큰 카운터인 거리 노점들이 있었다.
제2차 세계 대전 후 미국의 경제 호황기에 경제가 번성하고 소비주의 문화가 꽃피면서 미국인들은 더 많이 지출하고 더 많이 구매하기 시작했다. 모든 것을 갖고자 하는 이러한 새로운 욕구와 남성들이 떠나 있는 동안 여성들이 이룬 발전이 결합되어, 가구 구성원 모두가 집 밖에서 일하기 시작했다. 이전에 사치로 여겨졌던 외식은 흔한 일이 되었고, 그 다음에는 필수가 되었다. 노동자와 맞벌이 가족은 점심과 저녁 모두 빠르고 저렴한 음식이 필요했다. 전통적인 가족 저녁 식사는 점점 더 테이크아웃 패스트 푸드 섭취로 대체되고 있다. 그 결과, 음식 준비에 투자되는 시간은 줄어들고 있으며, 2013년 기준으로 미국 여성은 하루 평균 47분, 남성은 하루 평균 19분을 음식 준비에 사용한다.

### 산업화 이전 구세계
고대 로마의 도시에서는 인술라에 사는 많은 도시 인구가 식사의 상당 부분을 음식 노점상에 의존했다. 포럼 자체는 로마인들이 구운 식품과 절인 고기를 살 수 있는 시장 역할을 했다. 아침에는 와인에 적신 빵을 가벼운 간식으로 먹었고, 나중에는 간단한 식사 시설인 포피나에서 조리된 채소와 스튜를 먹었다. 아시아에서는 12세기 중국인들이 튀긴 반죽, 수프, 속을 채운 찐빵을 먹었는데, 이 모든 것은 오늘날에도 현대적인 간식으로 존재한다. 바그다드의 동시대인들은 집에서 조리한 식사에 가공된 콩류, 구입한 전분, 심지어 즉석 조리 고기를 보충했다. 중세 동안 런던과 파리와 같은 대도시와 주요 도시 지역에는 파이, 패스티, 커스터드 타르트, 와플, 웨이퍼, 팬케이크, 조리된 고기 등 다양한 요리를 판매하는 수많은 노점상들이 있었다. 고대 로마 도시와 마찬가지로 이러한 시설 중 상당수는 특히 1인 가구처럼 직접 음식을 조리할 수단이 없는 사람들을 대상으로 했다. 부유한 도시 거주자들과 달리, 많은 사람들은 주방 시설이 있는 주택을 감당할 수 없었기 때문에 패스트 푸드에 의존했다. 성지로 가는 순례자와 같은 여행객들도 고객이었다.

### 영국

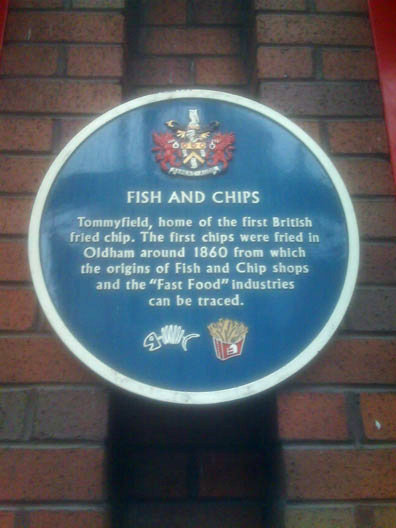
영국 올덤에 있는 피시 앤드 칩스 상점과 패스트 푸드 산업의 1860년대 기원을 기념하는 블루 플라크

연안이나 조수 간만이 드는 수역에 접근할 수 있는 지역에서는 '패스트 푸드'에 종종 굴과 같은 지역 조개류나 해산물, 또는 런던의 경우 장어가 포함되었다. 이 해산물은 종종 부두에서 직접 조리되거나 가까운 곳에서 조리되었다. 19세기 중반 트롤선 어업의 발전은 영국인들이 좋아하는 피시 앤드 칩스의 발전과 1860년 첫 상점을 탄생시켰다.

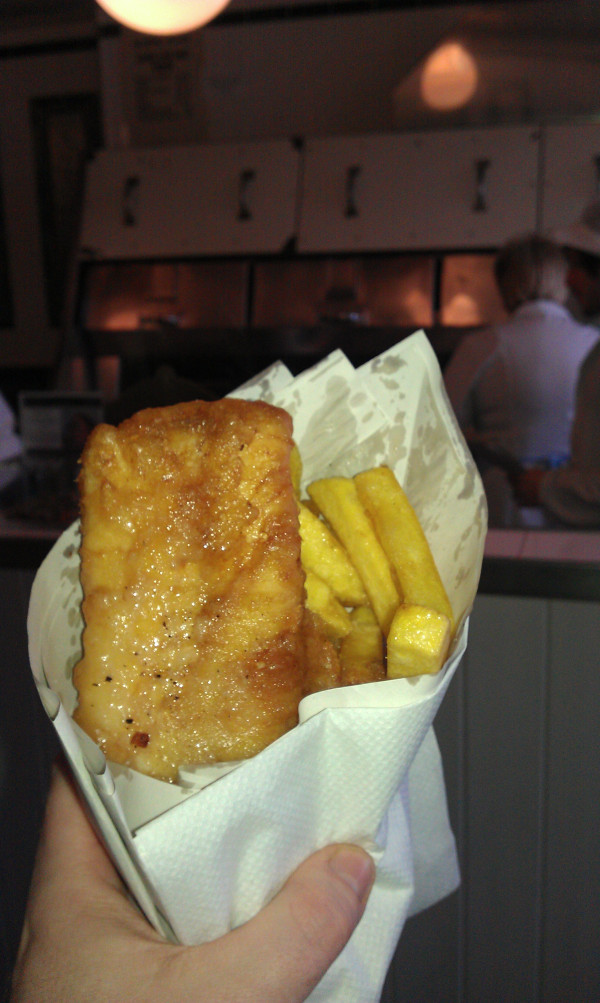
포장지에 담긴 피시 앤드 칩스

올덤의 토미필드 시장에 있는 블루 플라크는 피시 앤드 칩스 상점과 패스트 푸드 산업의 기원을 나타낸다. 포장지에 담긴 저렴한 패스트 푸드인 피시 앤드 칩스는 빅토리아 시대 노동 계층의 주요 식사가 되었다. 산업 혁명을 통해 피시 앤드 칩스 사업은 성장하는 산업 인구의 요구를 충족시키기 위해 19세기 동안 영국에서 빠르게 확장되었다. 1910년까지 영국 전역에 25,000개 이상의 피시 앤드 칩스 상점이 있었고, 1920년대에는 35,000개 이상의 상점이 있었다. 해리 램스든 패스트 푸드 식당 체인은 1928년 웨스트요크셔 가이즐리에 첫 피시 앤드 칩스 상점을 열었다. 1952년 하루 동안 이 상점은 10,000인분의 피시 앤드 칩스를 제공하여 기네스 세계 기록에 올랐다.
영국 패스트 푸드는 상당한 지역적 차이를 보였다. 때로는 요리의 지역성이 해당 지역 문화의 일부가 되기도 했는데, 콘월 페이스트리와 딥 프라이드 마스 바가 그 예이다. 패스트 푸드 파이의 내용물은 다양했으며, 가금류 (닭 등) 또는 물새가 흔히 사용되었다. 제2차 세계 대전 이후로는 칠면조 고기가 패스트 푸드에 더 자주 사용되었다. 영국은 피자, 되네르, 커리와 같은 다른 문화권의 패스트 푸드도 받아들였다. 최근에는 전통적인 패스트 푸드에 비해 건강에 좋은 대안들도 등장했다.

### 미국

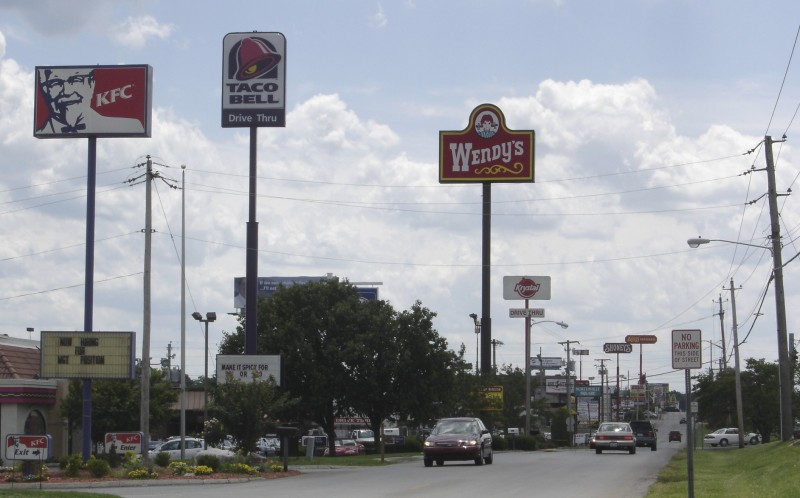
켄터키주 볼링그린에 있는 이웃 패스트 푸드 식당 광고판: 웬디스, KFC, 크리스탈 (음식점) 및 타코벨. 아주 멀리 배경에 맥도날드 간판이 보인다.

제1차 세계 대전 이후 자동차가 대중화되고 저렴해지면서 드라이브인 식당이 도입되었다. 1921년 빌리 잉그램과 월터 앤더슨이 위치토에서 설립한 미국 회사 화이트 캐슬은 일반적으로 최초의 패스트 푸드점과 최초의 햄버거 체인을 열어 햄버거를 개당 5센트에 판매한 것으로 알려져 있다. 월터 앤더슨은 1916년 위치토에 첫 화이트 캐슬 식당을 지어 제한된 메뉴, 대량 생산, 저렴한 가격, 고속 햄버거 식당을 선보였다. 화이트 캐슬의 혁신 중 하나는 고객이 음식이 준비되는 과정을 볼 수 있도록 한 것이었다. 화이트 캐슬은 설립 초기부터 성공적이었으며 수많은 경쟁사를 탄생시켰다.
A&W 루트 비어는 1921년에 자사의 독특한 시럽을 프랜차이즈화하면서 프랜차이즈 사업을 도입했다. 하워드 존슨스는 1930년대 중반에 처음으로 식당 개념을 프랜차이즈화하여 차림표, 표지, 광고를 공식적으로 표준화했다.
1920년대 후반에 커브 서비스가 도입되었고, 1940년대에 카호프가 롤러스케이트를 착용하면서 활성화되었다.
미국은 세계에서 가장 큰 패스트 푸드 산업을 가지고 있으며, 미국 패스트 푸드점은 100개 이상의 국가에 위치해 있다. 2018년 현재 미국에서 약 540만 명의 미국 노동자들이 패스트 푸드를 포함한 음식 준비 및 서비스 분야에 고용되어 있다. 비만 유행과 그와 관련된 질병에 대한 우려로 인해 미국 내 많은 지방 정부 관료들은 패스트 푸드점의 수를 제한하거나 규제할 것을 제안했다. 그러나 미국 성인들은 대침체로 특징지어지는 비용 상승과 실업에도 불구하고 패스트 푸드 소비를 바꾸려 하지 않아, 비탄력적인 수요를 시사한다. 그러나 일부 지역은 다른 지역보다 더 큰 영향을 받는다. 예를 들어 로스앤젤레스군의 경우, 사우스 센트럴 로스앤젤레스의 식당 중 약 45%가 패스트 푸드 체인 또는 좌석이 최소한인 식당이다. 이에 비해 웨스트사이드 (로스앤젤레스군)에서는 이러한 식당이 16%에 불과하다.
2023년 패스트 푸드 직원의 평균 연령은 22세였으며, 직원의 임금은 패스트 푸드점 운영 비용의 약 3분의 1을 차지한다.

## 이동 중 식사

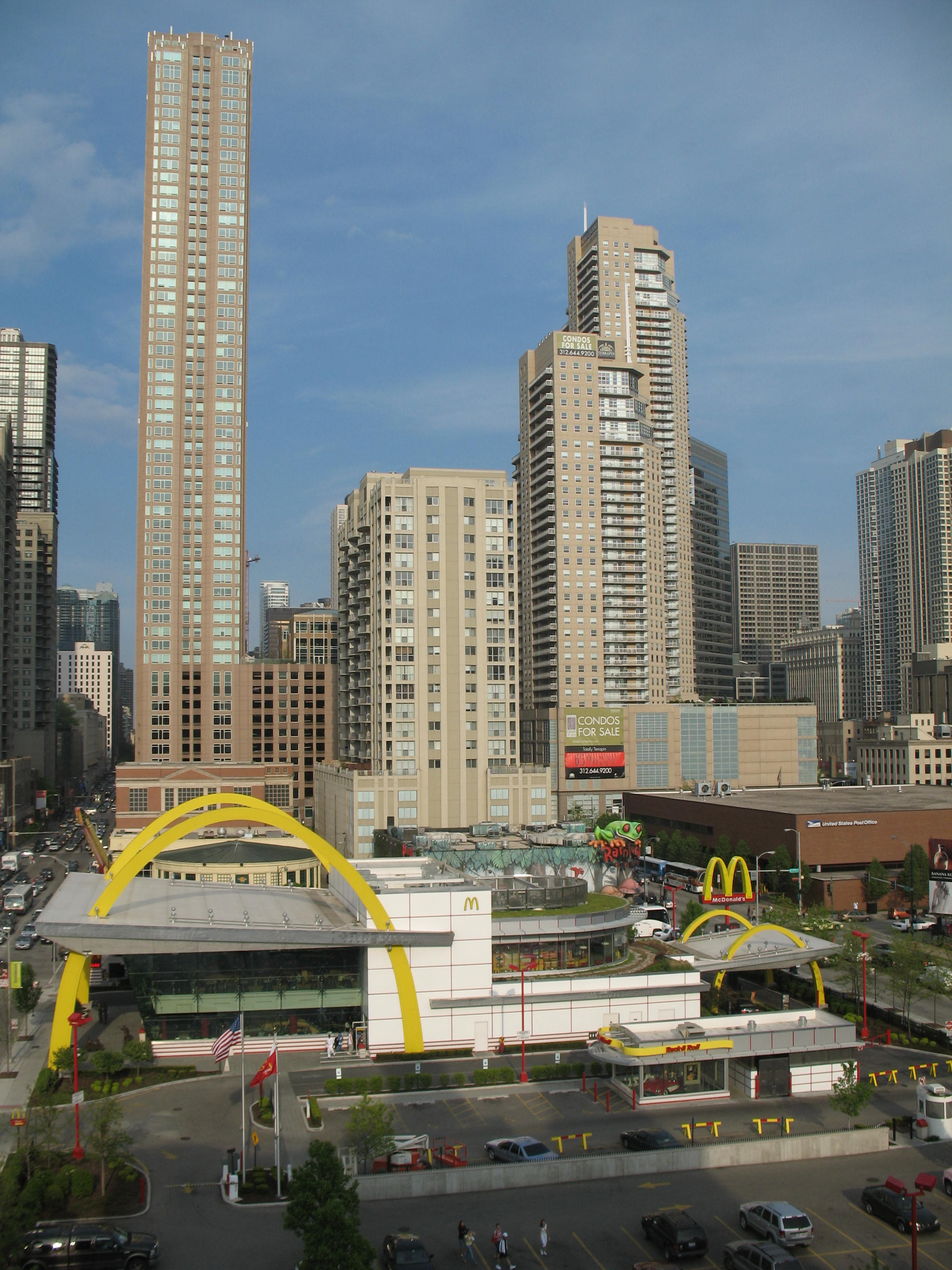
맥도날드의 첫 두 차선 드라이브스루는 시카고의 록 앤 롤 맥도날드에 있었다.

패스트 푸드점은 빠른 서비스를 약속하는 테이크아웃 또는 테이크아웃 제공업체이다. 이러한 패스트 푸드점은 종종 고객이 차량에서 음식을 주문하고 픽업할 수 있는 "드라이브스루" 서비스를 제공한다. 다른 곳은 고객이 현장에서 식사할 수 있는 실내 또는 실외 좌석 공간을 가지고 있다. IT 서비스의 발전으로 최근 고객들은 스마트폰 앱을 통해 집에서 음식을 주문할 수 있게 되었다.
거의 처음부터 패스트 푸드는 "이동 중"에 먹을 수 있도록 고안되었으며, 종종 전통적인 커틀러리가 필요하지 않고 핑거 푸드로 먹는다. 패스트 푸드점의 일반적인 메뉴 품목에는 피시 앤드 칩스, 샌드위치, 피타, 햄버거, 프라이드 치킨, 감자튀김, 어니언 링, 치킨 너겟, 타코, 피자, 핫도그, 아이스크림이 포함되지만, 많은 패스트 푸드점은 칠리, 으깬 감자, 샐러드와 같은 "느린" 음식도 제공한다.

### 주유소
많은 주유소 내에 위치한 편의점에서는 미리 포장된 샌드위치, 도넛, 뜨거운 음식을 판매한다. 미국과 유럽의 많은 주유소에서도 냉동식품을 판매하며, 이를 준비할 수 있는 전자레인지가 구내에 있다. 호주의 주유소는 고객이 여행 중에 쉽게 접근할 수 있는 따뜻한 파이, 샌드위치, 초콜릿 바와 같은 음식을 판매한다. 주유소는 종종 오랜 시간 영업하며 상점 영업 시간 전후에도 문을 열기 때문에 소비자들이 쉽게 접근할 수 있다.

### 노점상 및 매점

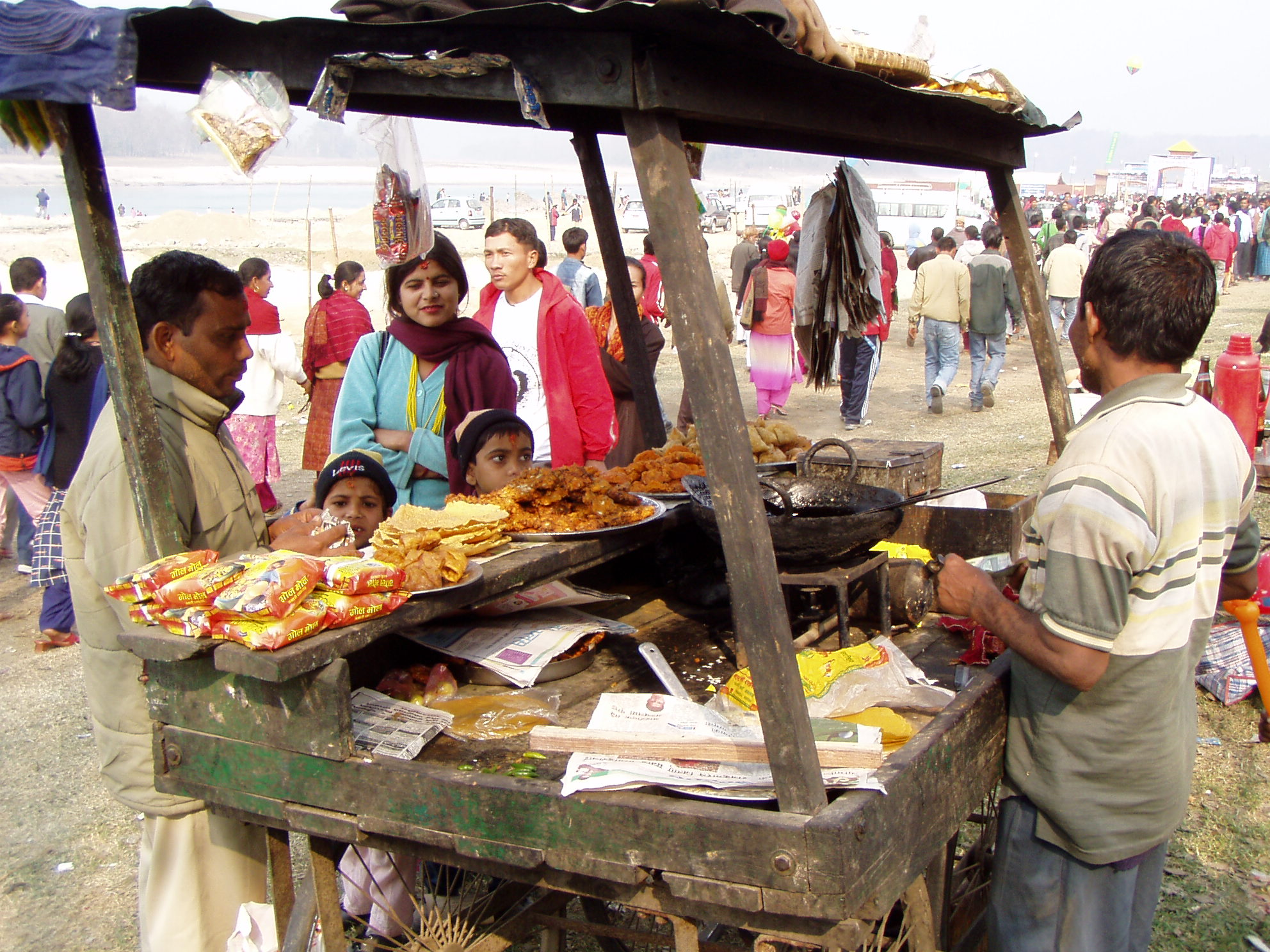
네팔의 길거리 음식 노점상

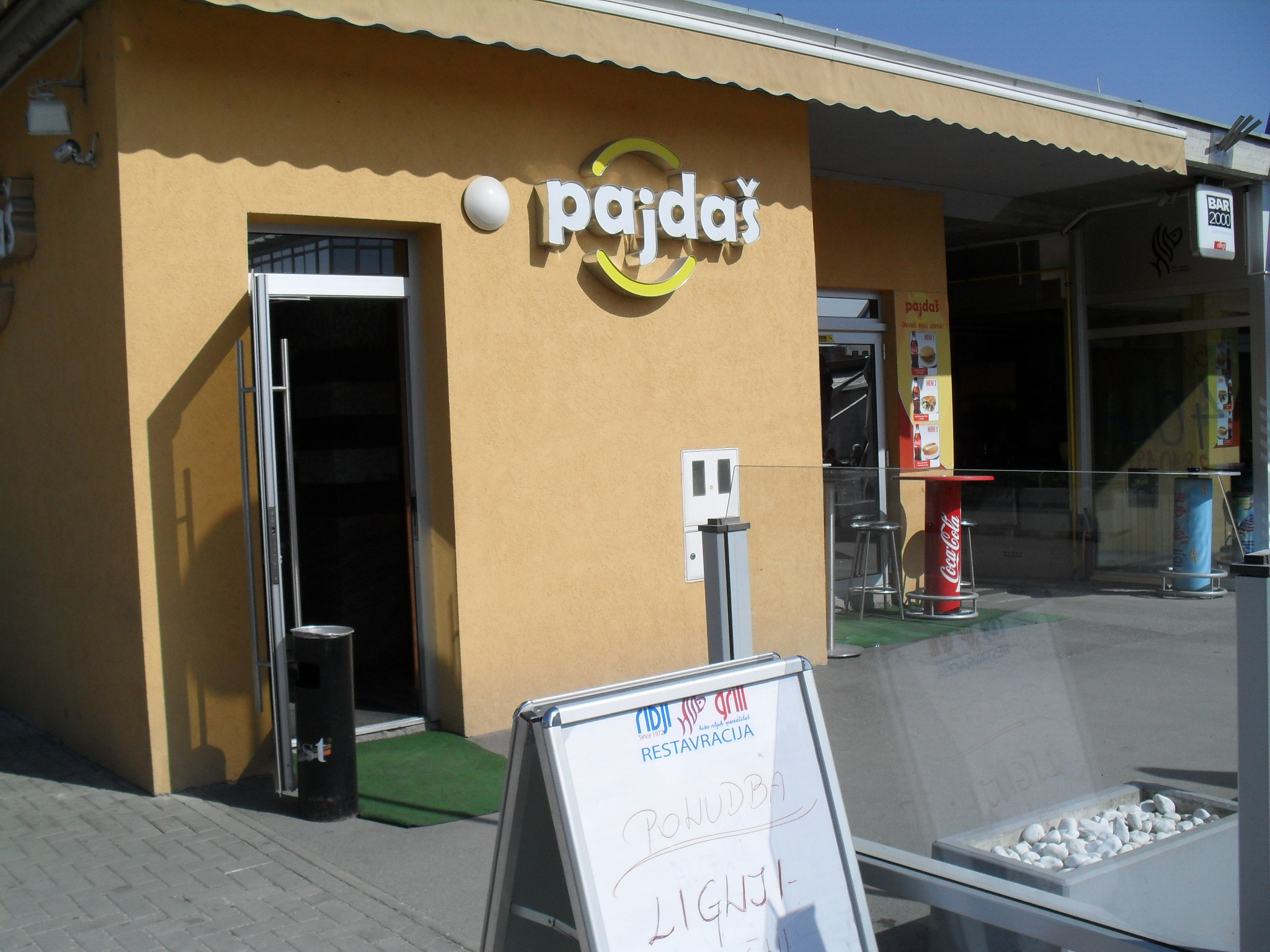
동유럽의 패스트 푸드점: 슬로베니아 무르스카소보타에 있는 파이다스 (프레크무르스키 슬로베니아어로 친구).

전통적인 길거리 음식은 전 세계에서 구할 수 있으며, 주로 카트, 테이블, 휴대용 그릴 또는 자동차에서 운영하는 작고 독립적인 노점상을 통해 판매된다. 일반적인 예로는 베트남 쌀 수프 노점상, 중동 팔라펠 스탠드, 뉴욕 시 핫도그 카트, 타코 트럭 등이 있다. 투로-투로 노점상(타갈로그어로 점찍기)은 필리핀 생활의 특징이다. 일반적으로 길거리 노점상들은 지나가는 사람들의 시선을 사로잡고 가능한 한 빨리 많은 관심을 끌기 위해 다채롭고 다양한 옵션을 제공한다.
여러 노점상들이 특정 종류의 음식에 특화될 수 있다. 일반적으로 그들은 지역에 따라 특정 문화적 또는 민족적 전통의 특징을 나타낸다. 일부 문화권에서는 노점상들이 가격을 외치거나, 판매 문구를 노래하거나 읊거나, 음악을 틀거나, 다른 형태의 "거리 연극"에 참여하여 잠재 고객의 시선을 끄는 것이 일반적이다. 어떤 경우에는 이것이 음식 자체보다 더 많은 관심을 끌 수 있다.

## 요리

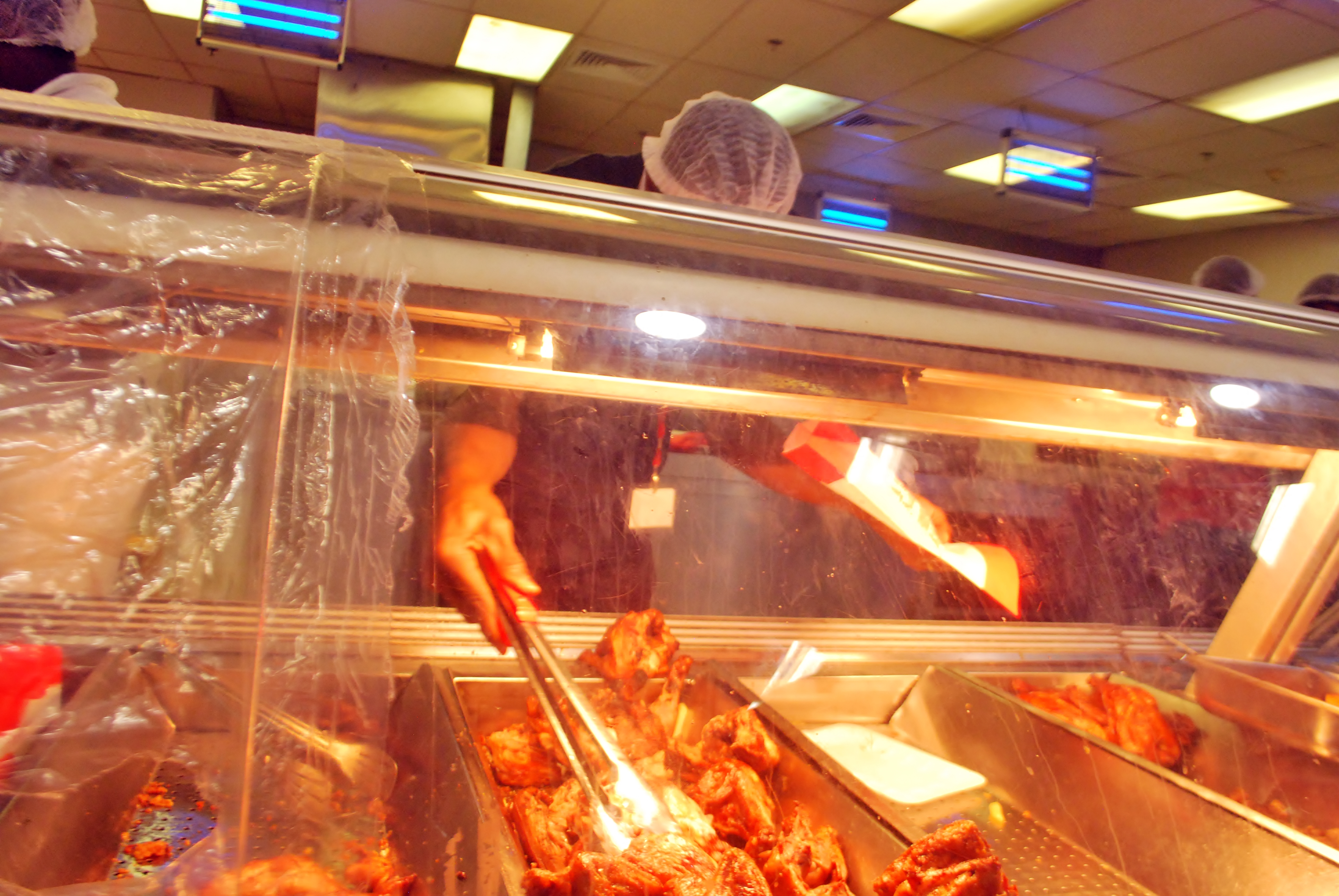
일로린의 패스트 푸드점, 콰라주

현대의 상업용 패스트 푸드는 종종 초가공식품이며 산업적인 방식으로 준비된다. 즉, 표준 재료와 표준화된 조리 및 생산 방법을 사용하여 대규모로 준비된다. 일반적으로 비용을 최소화하는 방식으로 상자나 봉투, 또는 비닐 포장에 빠르게 담겨 제공된다. 대부분의 패스트 푸드점에서는 메뉴 품목이 일반적으로 중앙 공급 시설에서 준비된 가공 재료로 만들어진 다음 개별 매장으로 배송되어 짧은 시간 안에 재가열되거나 조리되거나(일반적으로 전자레인지 또는 딥 프라이로) 조립된다. 이 과정은 일관된 수준의 제품 품질을 보장한다. 이는 고객에게 주문을 신속하게 전달하고 개별 매장의 인력 및 장비 비용을 절감하는 데 핵심이다.
빠르기, 균일성, 저렴한 비용에 대한 상업적 강조 때문에 패스트 푸드 제품은 종종 특정 맛이나 질감을 얻고 신선도를 유지하기 위해 제조된 재료로 만들어진다.

### 변종

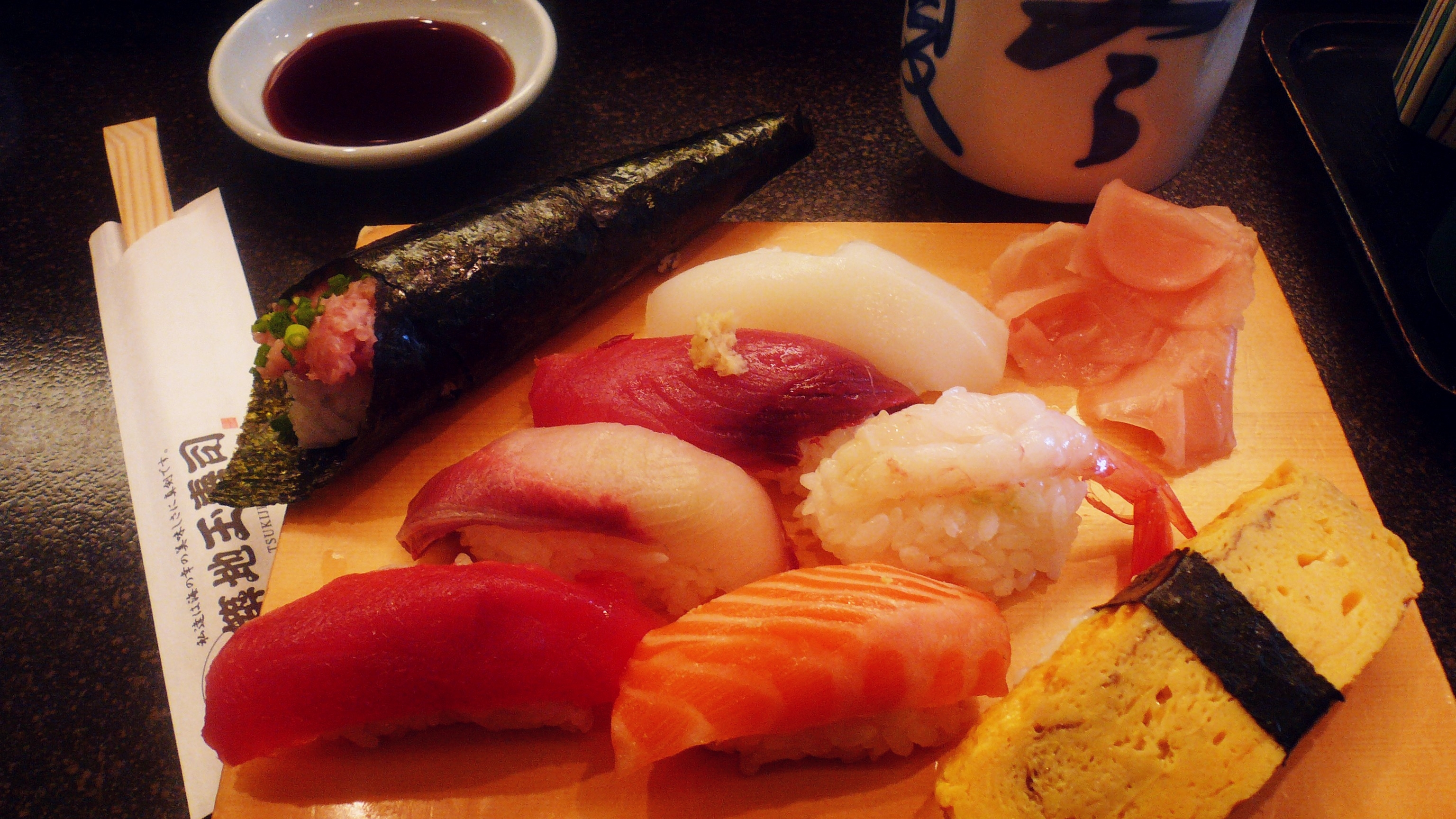
먹을 준비가 된 다양한 종류의 스시

중국 테이크아웃/테이크아웃 식당은 서구 국가들, 예를 들어 미국과 영국에서 특히 인기가 많다. 이들은 일반적으로 튀긴 아시아 음식(항상 중국 음식은 아님)을 다양하게 제공한다. 대부분의 옵션은 국수, 쌀, 또는 고기의 한 형태이다. 경우에 따라서는 음식이 스뫼레브뢰드 형태로 제공되기도 하며, 때로는 셀프 서비스이기도 하다. 고객은 구입하고자 하는 용기의 크기를 선택한 다음, 원하는 음식을 자유롭게 채울 수 있다. 여러 옵션을 한 용기에 담는 것이 일반적이며, 일부 매장에서는 품목별이 아닌 무게별로 요금을 부과하기도 한다. 대도시에서는 이러한 식당들이 최소 금액 이상 구매 시 무료 배달을 제공할 수도 있다.

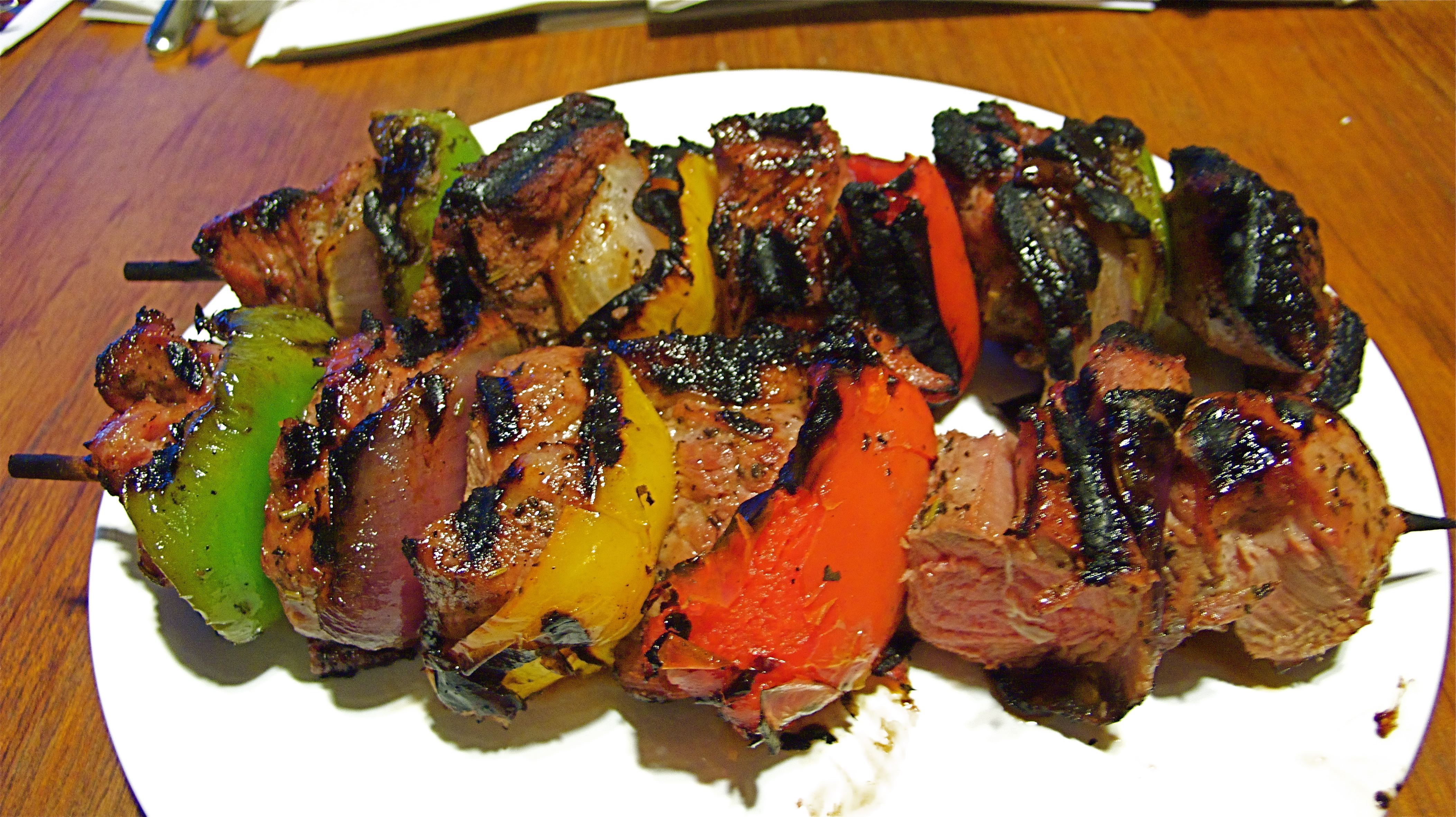
램 시시 케밥

스시는 최근 서구권에서 급격히 인기를 얻고 있다. 일본에서 탄생한 패스트 푸드의 한 형태인 스시는 (여기서 벤토는 일본식 패스트 푸드이다) 일반적으로 달콤한 쌀식초로 맛을 낸 차가운 찹쌀밥에 토핑(종종 생선)을 얹거나, 서양에서 가장 인기 있는 종류처럼 김(말린 파래)에 속을 채워 말아서 제공된다. 속에는 종종 생선, 해산물, 닭고기 또는 오이가 들어간다.

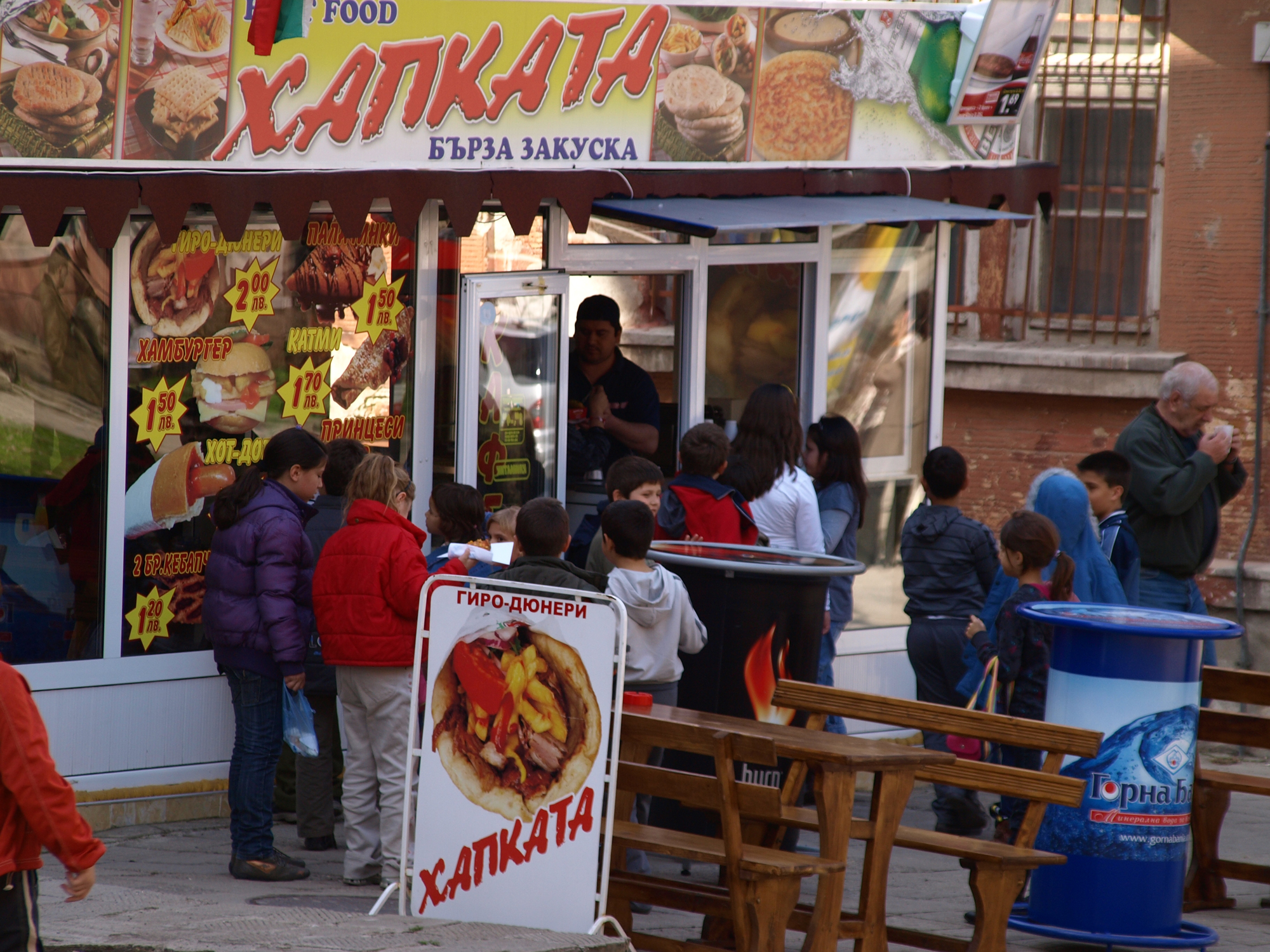
불가리아 얌볼의 패스트 푸드 키오스크

피자는 미국에서 흔한 패스트 푸드 종류이며, 전국 체인으로는 파파존스, 도미노 피자, 스바로, 피자헛이 있다. 아동 패스트 푸드 칼로리 공급에서는 햄버거 산업 다음으로 2위이다. 전통적인 피자리아보다 메뉴가 더 제한적이고 표준화되어 있으며, 피자 배달을 제공한다.
케밥 가게는 중동, 특히 튀르키예와 레바논에서 온 패스트 푸드 식당의 한 형태이다. 회전구이에서 얇게 썰어낸 고기는 따뜻한 납작빵 위에 샐러드와 소스를 선택하여 제공된다. 이러한 되네르 또는 샤와르마는 꼬치에 꽂아 제공되는 시시 케밥과는 다르다. 케밥 가게는 전 세계, 특히 유럽, 뉴질랜드, 호주에서도 찾아볼 수 있지만, 미국에서는 일반적으로 덜 흔하다.
피시 앤드 칩스 가게는 영국, 호주, 뉴질랜드에서 인기 있는 패스트 푸드의 한 형태이다. 생선은 튀김옷을 입혀 딥 프라이하고, 딥 프라이한 감자튀김과 함께 제공된다.

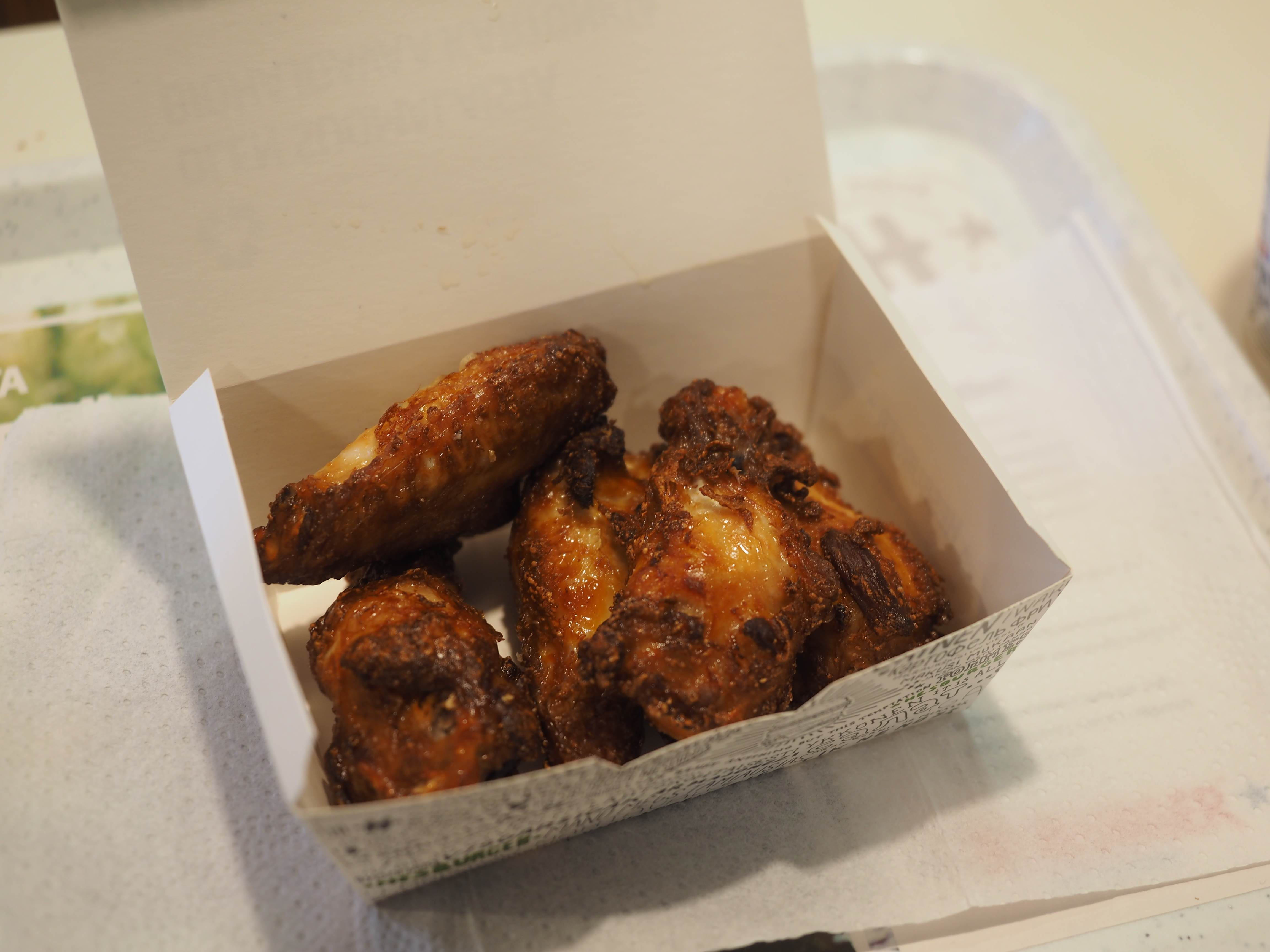
핀란드 헬싱키의 헤스버거 패스트 푸드점에서 제공되는 다섯 조각의 닭날개

네덜란드는 고유한 종류의 패스트 푸드를 가지고 있다. 네덜란드 패스트 푸드 식사는 종종 소스와 고기 제품이 있는 감자튀김 (프리트 또는 파타트라고 함)으로 구성된다. 감자튀김과 함께 가장 흔히 제공되는 소스는 프리테소스이다. 이것은 달콤하고 식초 맛이 나며 저지방 마요네즈 대용품이지만, 네덜란드인들은 여전히 이것을 "마요네즈"라고 부른다. 주문할 때 종종 met (문자적으로 "함께")으로 줄여서 말한다. 다른 인기 있는 소스에는 케첩 또는 양념 케첩("카레"), 인도네시아식 땅콩 소스("사테소스" 또는 "핀다소스") 또는 피칼릴리가 있다. 때로는 소스 조합과 함께 감자튀김이 제공되기도 하는데, 가장 유명한 것은 스페시알(특수): 마요네즈, (양념) 케첩, 다진 양파; 그리고 오를로그(문자적으로 "전쟁"): 마요네즈와 땅콩 소스(때로는 케첩과 다진 양파도 포함). 고기 제품은 일반적으로 딥 프라이된 스낵이다. 여기에는 프리칸델 (다진 고기 소시지로 만든 튀긴 껍질 없는 소시지)과 크로켓 (빵가루를 입힌 딥 프라이 미트 라구)이 포함된다.

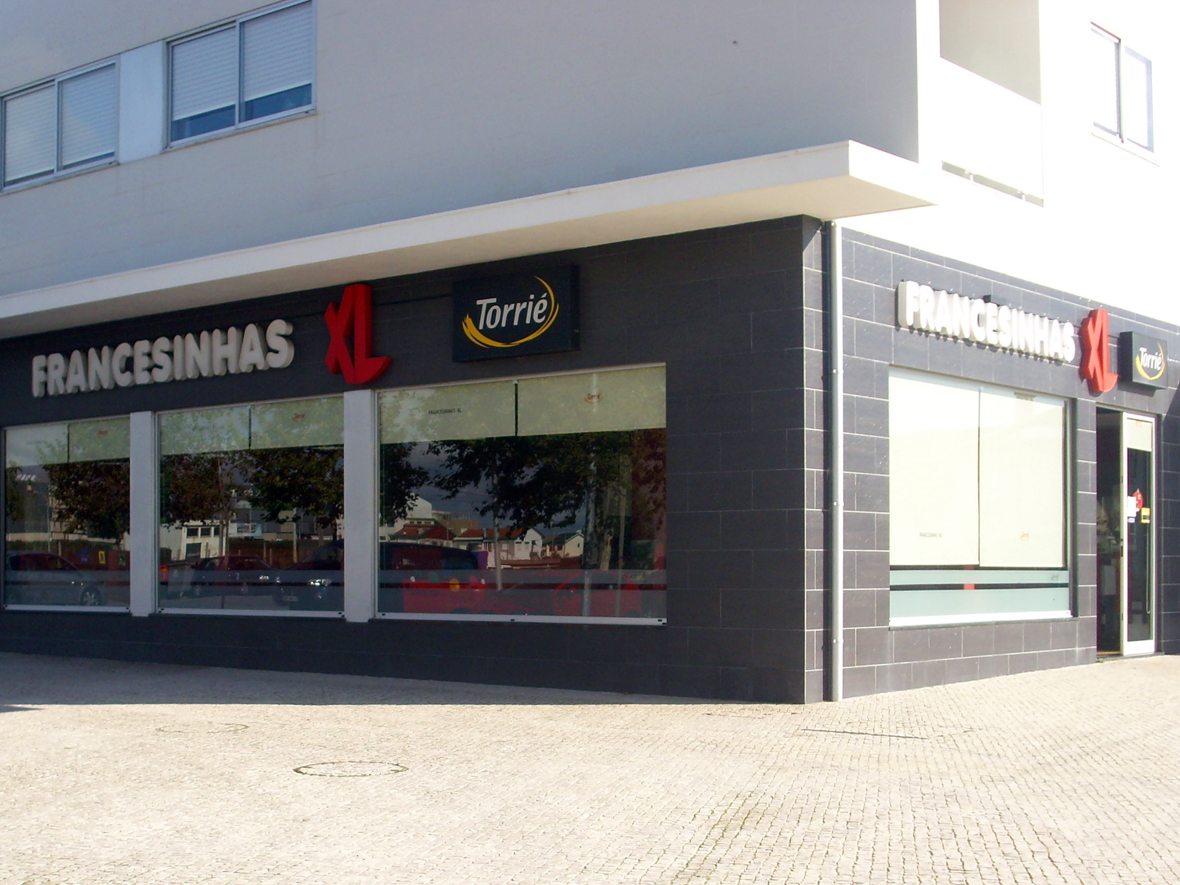
포르투갈의 패스트 푸드점

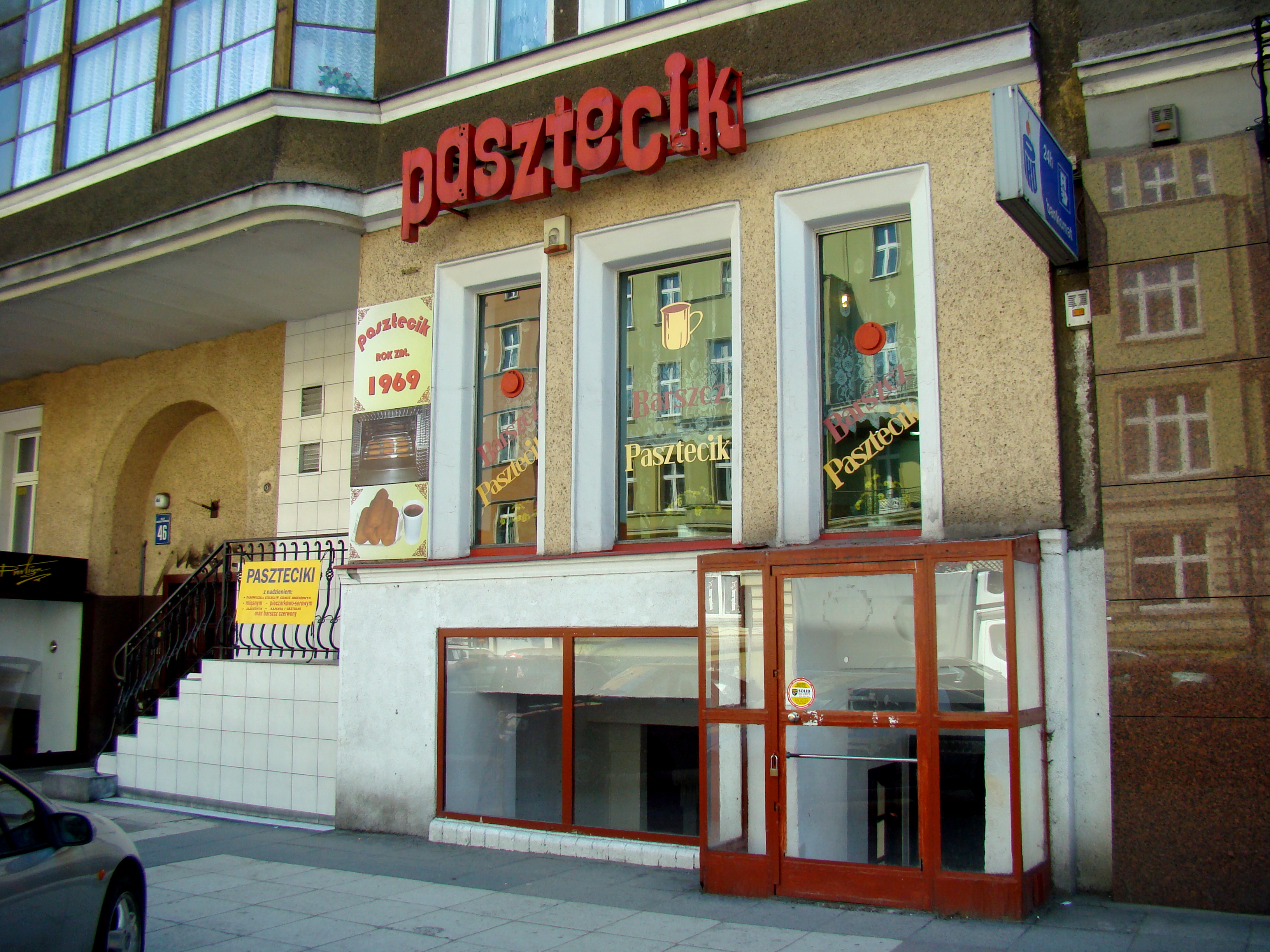
폴란드 슈체친의 파슈테치크 슈체친스키를 파는 작은 식당

포르투갈에는 다양한 종류의 지역 패스트 푸드와 이 지역 요리에 특화된 식당이 있다. 가장 인기 있는 음식으로는 프란고 아사도(페리페리 양념에 재워 구운 닭), 프란세지냐, 프란세지냐 포베이라, 에스페타다(꼬치에 꽂은 칠면조나 돼지고기), 비파나스(특정 소스에 담근 돼지고기 커틀릿을 샌드위치로 제공) 등이 있다. 이러한 종류의 음식은 종종 감자튀김(바타타스 프리타스라고 불림)과 함께 제공되며, 난도스와 같은 일부 국제 체인점들은 전형적인 포르투갈 패스트 푸드를 전문으로 하기 시작했다.
폴란드 지역 패스트 푸드의 한 예로는 파슈테치크 슈체친스키가 있는데, 이는 고기 또는 채식 속을 채운 튀긴 이스트 반죽으로, 슈체친 시의 전형적인 패스트 푸드 요리이며 국내의 다른 여러 도시에서도 잘 알려져 있다. 이 요리는 폴란드 전통 제품 목록에 올라 있다. 1969년에 설립된 파슈테치크 슈체친스키를 제공하는 첫 번째 식당인 바르 "파슈테치크"는 슈체친의 보이스카 폴스키에 애비뉴 46에 위치해 있다.
동아시아 도시의 특징은 국수 가게이다. 납작빵과 팔라펠은 오늘날 중동에서 어디에서나 흔하다. 인기 있는 인도 패스트 푸드 요리로는 바다 파브, 파니 푸리, 다히 바라 등이 있다. 서아프리카의 프랑스어 사용 국가에서는 대도시 안팎의 길거리 노점에서 여러 세대에 걸쳐 현지에서 브로셰트로 알려진 다양한 즉석 조리 숯불구이 꼬치를 계속 판매하고 있다(유럽에서 발견되는 같은 이름의 빵 스낵과 혼동하지 말 것).

## 사업
미국에서 소비자들은 2012년에 패스트 푸드에 1,600억 달러를 지출했다(1970년 60억 달러에서 증가). 2013년 미국의 식당 산업은 총 예상 매출액이 6,605억 달러였다. 패스트 푸드는 더 강력하고 비싼 요리를 제공하는 패스트 캐주얼 식당들에게 시장 점유율을 잃고 있다. 이러한 경쟁으로 인해 패스트 푸드 거대 기업들은 매출이 급격히 감소하는 것을 목격했다. 전반적인 패스트 푸드 매출은 감소했지만, 이 식당에서 "한 달에 한 번 또는 '일년에 몇 번'" 식사하는 미국인의 수는 증가했다.
다른 세계와는 대조적으로, 미국 시민들은 소득의 훨씬 적은 부분을 음식에 지출한다. 이는 주로 패스트 푸드를 저렴하고 쉽게 이용할 수 있도록 하는 다양한 정부 보조금 때문이다. 칼로리당으로 볼 때, 패스트 푸드점에서 판매되는 음식은 가격이 저렴하고 에너지 밀도가 높으며, 정부가 크게 보조하는 제품인 옥수수, 콩, 소고기로 주로 만들어진다.
호주 패스트 푸드 시장은 27억 영국 파운드(GBP) 이상의 가치를 가지며, 14억 끼의 패스트 푸드 식사로 구성된다. 여기에는 17,000개의 패스트 푸드점에서 제공되는 식사가 포함된다. 패스트 푸드 시장은 연평균 6.5%의 성장률을 기록했으며, 이는 소매 식품 시장에서 가장 빠르게 성장하는 부문이다.

## 고용
미국 노동통계국에 따르면, 2010년 현재 약 410만 명의 미국 노동자가 음식 준비 및 서비스(패스트 푸드 포함) 분야에 고용되어 있다. 노동통계국의 예상 직업 전망은 높은 이직률로 인해 평균적인 성장과 훌륭한 기회를 기대한다. 그러나 2011년 4월, 맥도날드는 약 62,000명의 신규 직원을 고용했고, 이 자리에 백만 명의 지원서를 받아들였다. 이는 합격률이 6.2%에 불과하다. 2013년 이 산업의 노동자 평균 연령은 28세였다.
인적자원관리 학위나 패스트 푸드 관리 학위를 취득하면 주요 패스트 푸드점에서 취업하는 데 도움이 될 수 있는데, 이는 가장 선호되는 학위 중 하나이기 때문이다.

## 세계화

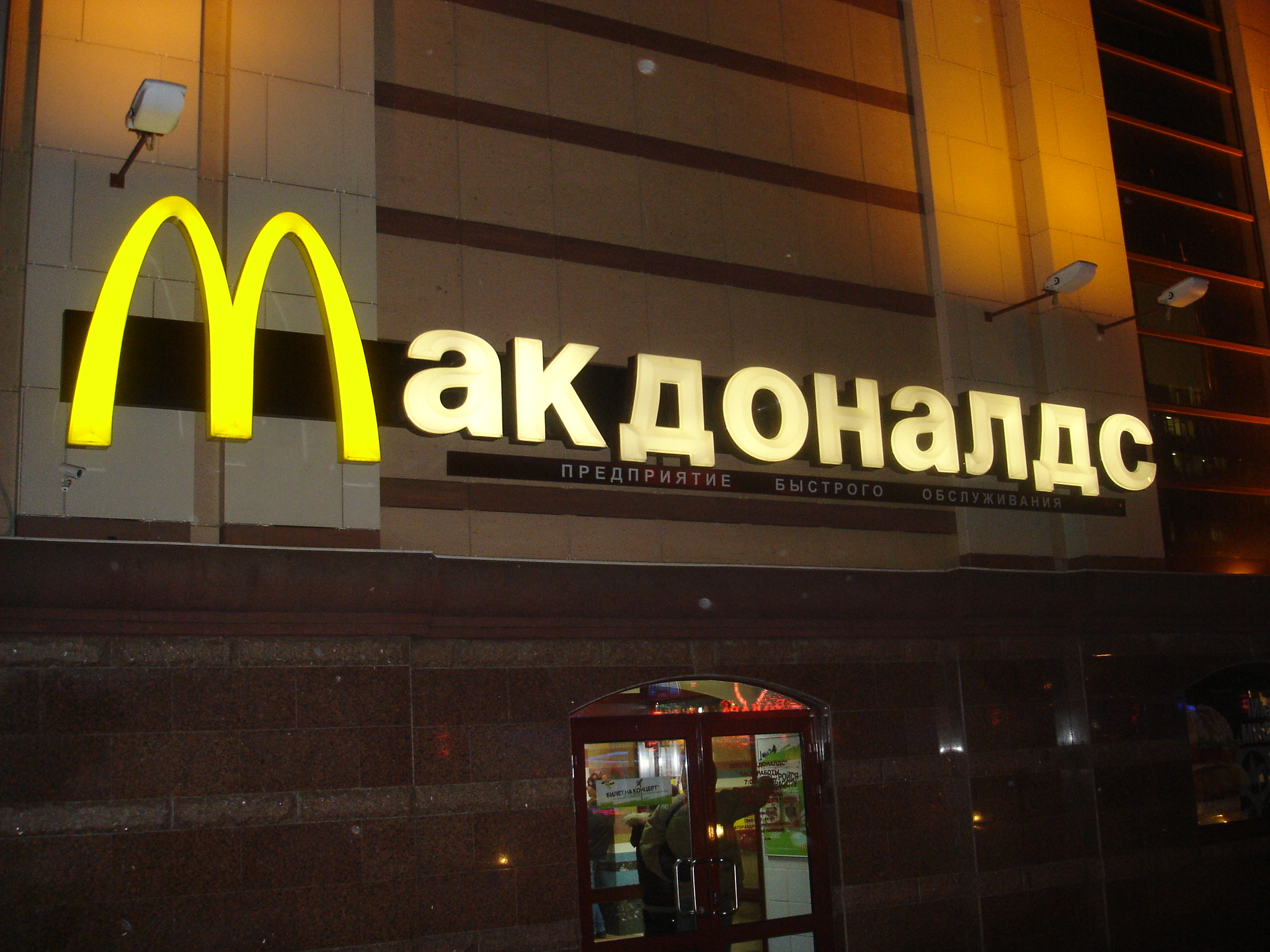
2008년 러시아 모스크바의 맥도날드

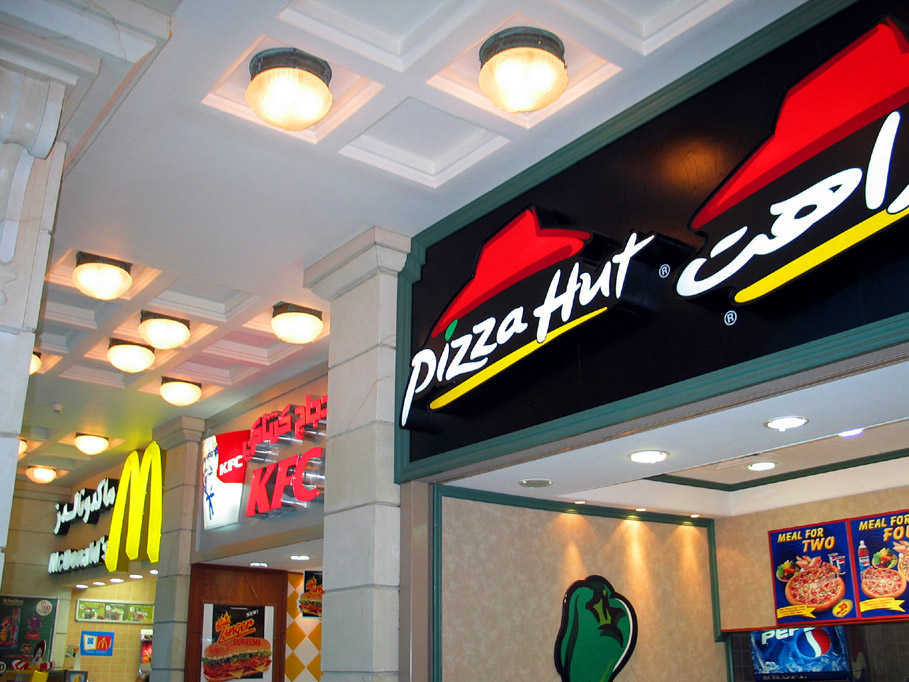
아랍에미리트의 맥도날드, KFC, 피자헛 패스트 푸드점

2006년 세계 패스트 푸드 시장은 4.8% 성장하여 1,024억 파운드의 가치와 803억 건의 거래량을 기록했다. 맥도날드만 해도 6개 대륙 126개국에 매장을 보유하고 있으며 전 세계적으로 31,000개 이상의 매장을 운영한다.
글로벌 규모에서 맥도날드 확장의 한 예는 러시아 시장 진출이었다. 미국 기업이 성공하려면 모스크바 현지인들의 일상생활에 받아들여지고 통합되어야 했다. 따라서 식당은 제공되는 음식이 모스크바 시민들의 독특하고 확립된 식습관, 즉 음식, 식사 및 요리 관습에 부합하도록 전략적으로 구현되었다. 러시아 음식 문화의 중요한 특징 중 하나는 소비되는 상품의 지역성에 대한 지식을 강조하는 것이다. 본질적으로, 외국에서 이 미국 브랜드를 성공적으로 출시하기 위해 맥도날드는 식당에서 사용되는 농산물의 원산지를 홍보함으로써 모스크바 소비자들의 현지 관심을 해석했다. 1990년 1월 31일, 맥도날드는 모스크바에 식당을 열었고, 개장일 고객 수 기록을 경신했다.
세계에서 가장 큰 맥도날드는 미국 올랜도에 위치해 있다.
전 세계에는 수많은 다른 패스트 푸드점이 있다. 버거킹은 65개국 이상에 11,100개 이상의 매장을 보유하고 있다. KFC는 25개국에 진출해 있다. 써브웨이는 2009년 5월 기준으로 90개국에 약 39,129개의 매장을 보유한 세계에서 가장 빠르게 성장하는 프랜차이즈 중 하나이며, 미국 이외의 첫 매장은 1984년 12월 바레인에 문을 열었다. 비너발트 (음식점)는 독일에서 아시아와 아프리카로 확산되었다. 피자헛은 97개국에 위치하며 중국에는 100개 매장이 있다. 타코벨은 미국 외에 14개국에 278개의 매장을 보유하고 있다.

## 비판
패스트 푸드 체인점은 건강에 대한 부정적인 영향 주장, 동물 학대 혐의, 노동자 착취 사례, 그리고 전통 음식에서 사람들의 식습관 변화를 통한 문화적 퇴보 주장 등 다양한 우려로 비판을 받아왔다.
패스트 푸드 섭취는 전 세계적으로 증가하고 있다. 지다 시에서 실시된 연구에 따르면 현재의 패스트 푸드 습관이 사우디아라비아 청소년의 과체중 및 비만 증가와 관련이 있음을 보여주었다. 2014년 세계보건기구는 규제되지 않은 식품 시장이 비만 위기의 주된 원인이라고 주장하며, 이러한 추세를 뒤집기 위해 더 엄격한 규제를 제안하는 연구를 발표했다. 미국에서는 지방 정부가 특정 지리적 지역에 있는 식당의 수를 제한함으로써 패스트 푸드 체인을 규제하고 있다.
비판에 대응하여 패스트 푸드 식당들은 더 건강한 메뉴 항목을 제공하기 시작하고 있다. 건강 비판 외에도 패스트 푸드 산업이 더욱 친환경적이 되어야 한다는 제안이 있다. 체인점들은 "포장 폐기물 감소"로 대응하고 있다.
패스트 푸드 메뉴의 건강한 옵션을 통해 비판을 극복하려고 노력하지만, 뉴욕 대학교 영양식품학과 학장인 매리언 네슬레는 패스트 푸드 산업이 의도적으로 광고 옵션을 통해 어린이에게 건강에 해로운 음식을 마케팅하여 평생 고객을 만든다고 주장한다.
많은 인기를 얻고 있음에도 불구하고 패스트 푸드와 패스트 푸드 체인점은 직업 및 사회 기술뿐만 아니라 학생들의 건강과 학업 성과에도 부정적인 영향을 미친다. 학생들의 56%가 매주 패스트 푸드를 섭취한다. 패스트 푸드 국민의 저자인 에릭 슐로저는 이 사실을 강조하며, 이러한 무기술 학습 직업에 투자된 시간이 낭비된다는 사실을 거의 알지 못하면서 학생들이 이러한 초기 고용 기회에 유혹되는 것이 재정적인 미끼일 뿐만 아니라 심리적인 미끼이기도 하다고 주장한다. 패스트 푸드 산업에서 십대 학생들의 채용 및 해고와 관련된 위험한 영향과 결과 또한 패스트 푸드 산업에 대한 비판의 한 지점이었다. 디 애틀랜틱의 켈리 브라운웰은 버거킹과 맥도날드가 무고한 아이들에게 마케팅하기 위해 또 다른 위험한 관행을 채택했다는 주장을 더욱 지지했다.
퍼텔 켈리와 거쇼프 교수가 실시한 연구에서, 그들은 다른 사회적 요인들을 통제한 후 같은 나이의 학생들과 비교했을 때 패스트 푸드를 먹은 5학년 학생들이 무엇을 발견했는지 조사했다. 또한, 패스트 푸드를 섭취하고 성적이 좋지 않은 학생들의 비율은 유기농 식품을 섭취한 학생들보다 약 11% 더 많았다. 그들은 패스트 푸드의 실제 영향을 평가하기 위해 TV 시청, 비디오 게임, 놀이와 같은 다른 사회적 요인들을 통제했다고 본다.
2004년 영화 슈퍼 사이즈 미와 같이 패스트 푸드의 과도한 섭취가 비만증 등 잠재적인 부정적인 건강 영향을 미칠 수 있음을 강조하기 위해 제작된 책과 영화가 있었다.

## 같이 보기
- 중국 패스트 푸드
- 패스트 푸드 송
- 식품군
- 정크 푸드
- 패스트 푸드 식당 체인 목록
- 피자 체인 목록
- 식당 용어 목록
- 음식 목록
- 국립보건통계센터
- 패닉 네이션
- 슬로 푸드
- 스낵
- 슈퍼 사이즈 미
- TV 디너
- 서구식 식사

## 더 읽어보기
- 아담스, 캐서린 (2007). 《Reframing the Obesity Debate: McDonald's Role May Surprise You》. 《Journal of Law, Medicine and Ethics》 35. 154–157쪽. doi:10.1111/j.1748-720X.2007.00120.x. PMID 17341224. S2CID 42933273.
- 아른트, 미카엘 (2007년 2월 4일). “McDonald's 24/7”. 《Business Week》. 2012년 7월 10일에 원본 문서에서 보존된 문서. 2025년 6월 19일에 확인함.
- 칼린, 마사; 로젠탈, 조엘 T., 편집. (1998). 《Food and Eating in Medieval Europe》. London: The Hambledon Press. ISBN 1-85285-148-1.
- 호건, 데이비드 (1997). 《Selling 'em by the Sack: White Castle and the Creation of American Food》. New York: New York University Press.
- 크록, 레이; 앤더슨, 로버트 (1992). 《Grinding It Out: The Making of McDonald's》. St. Martin's Press.
- 레빈스타인, 하비 (2003). 《Paradox of Plenty: a Social History of Eating in Modern America》. Berkeley: University of California Press. 228–229쪽.
- 룩센버그, 스탠 (1985). 《Roadside Empires: How the Chains Franchised America》. New York: Viking.
- 맥긴리, 루 엘런; 스퍼, 스테파니 (2004). 《Honk for Service: A Man, A Tray and the Glory Days of the Drive-In》. St. Louis: Tray Days Publishing.
- 폴란, M. (2009). 《In Defense of Food: an Eater's Manifesto》. New York City: Penguin.
- 펜폴드, 스티브 (2012). 〈Fast Food〉.   필처, 제프리 M. 《The Oxford Handbook of Food History》 (영어) 1판. Oxford University Press. 279–302쪽. doi:10.1093/oxfordhb/9780199729937.013.0016. ISBN 978-0-19-972993-7.
- 슐로저, 에릭 (2001). 《Fast Food Nation: The Dark Side of the All-American Meal》. Houghton Mifflin Company.
- 슐츠, 하워드; 양, 도리 존스 (1999). 《Pour Your Heart Into It: How Starbucks Built a Company One Cup at a Time》. Hyperion.
- 스미스, 앤드루 F. (2016). 《Fast Food: The Good, the Bad and the Hungry》. London: Reaktion Books. ISBN 9781780235745.
- 워너, 멜라니 (2006년 4월 19일). “Salads or No, Cheap Burgers Revive McDonald's”. 《뉴욕 타임스》.